# Howard Winstone
Howard Winstone MBE (ur. 15 kwietnia 1939 w Merthyr Tydfil, zm. 30 września 2000 tamże) – walijski bokser, zawodowy mistrz świata w wadze piórkowej.

## Kariera amatorska
Zdobył złoty medal w wadze koguciej na Igrzyskach Imperium Brytyjskiego i Wspólnoty Brytyjskiej w 1958 w Cardiff.

## Kariera zawodowa
Rozpoczął karierę boksera zawodowego w 1959. Wygrał pierwsze 34 walki, zanim w 1962 pokonał go Leroy Jeffery. Wcześniej w 1961 pokonał takich pięściarzy, jak Floyd Robertson, Terry Spinks i Olli Mäki. W 1961 zdobył tytuł mistrza Wielkiej Brytanii w wadze piórkowej, a w 1964, po pokonaniu Alberto Sertiego, został mistrzem Europy EBU w tej kategorii. Siedem razy bronił skutecznie tego tytułu i zrezygnował jako czempion. W 1965 pokonał przyszłego mistrza świata José Legrę.
W następnej walce 7 września 1965 w Londynie zmierzył się o tytuł mistrza świata z obrońcą tytułu Vicente Saldívarem, ale przegrał na punkty. Po raz drugi walczył z Saldívarem 15 czerwca 1967 w Cardiff, znowu ulegając na punkty, a po raz trzeci 14 października tego roku w Meksyku, przegrywając przez techniczny nokaut w 12. rundzie. Po tej walce Saldívar zrezygnował z tytułu mistrzowskiego.
World Boxing Council wyznaczyła do walki o wakujące mistrzostwo świata Winstone'a i Mitsunoriego Sekiego. 23 stycznia 1968 w Londynie Winstone pokonał rywala przez techniczny nokaut w 9. rundzie i został nowym mistrzem. Nie cieszył się jednak długo tytułem, gdyż w pierwszej obronie 24 lipca tego roku w Porthcawl pokonał go José Legrá przez techniczny nokaut w 5. rundzie. Po tej walce Winstone wycofał się.
W 1968 otrzymał Order Imperium Brytyjskiego. Po zakończeniu kariery mieszkał w Merthyr Tydfil aż do śmierci w 2000.